# Ratolí marsupial de Ride
El ratolí marsupial de Ride (Ningaui ridei) és un petit marsupial carnívor originari d'Austràlia. El cap i el cos mesuren un total de 6,4 cm, la cua en mesura 6,5 i el pes de l'animal és de 9,75 grams. És encara més petit que un ratolí domèstic. El ratolí marsupial de Ride és gris per sobre i d'un color més clar per sota. Té una cua semiprènsil, dents molt afilades i un llarg musell.